# Доверься мужчине
«Доверься мужчине» (англ. Trust the Man) — американская романтическая комедия 2006 года, режиссёра Барта Фрейндлиха. В главных ролях снялись Дэвид Духовны, Билли Крудап, Джулианна Мур и Мэгги Джилленхол. Картина вышла в прокат 18 августа 2006 года.

## Сюжет
Ребекка — актриса, у которой вот-вот случится дебют в Линкольн-центре. Её муж, Том, бросил прибыльную работу в рекламе, чтобы заботиться о своей маленькой дочери и сыне. Иногда Том и Ребекка занимаются сексом, а раз в год они встречаются со своим терапевтом, доктором Бикманом.
Том и Ребекка являются лучшими друзьями Тоби, спортивного обозревателя и его подруги Элейн. Элейн, которая встречается с Тоби семь лет, начинает чувствовать тиканье собственных биологических часов.
Том и Ребекка каждый раз на грани внебрачных искушений. Том смотрит порнографию и имеет роман с разведённой женщиной. Ребекку преследует молодой коллега, Джаспер, который хотел бы переспать с известной актрисой.

## В ролях
| Актёр            | Роль                               |
| ---------------- | ---------------------------------- |
| Дэвид Духовны    | Том                                |
| Джулианна Мур    | Ребекка Поллак                     |
| Билли Крудап     | Тоби                               |
| Мэгги Джилленхол | Элейн                              |
| Джастин Барта    | Джаспер                            |
| Гарри Шандлинг   | доктор Бикман                      |
| Эллен Баркин     | Нора                               |
| Ева Мендес       | Фейт                               |
| Джеймс Легро     | Данте                              |
| Боб Балабан      | врач-терапевт (в титрах не указан) |

## Критика
Джеймс Берардинелли написал, что «фильм неплохой, но мало остроумных моментов». На Rotten Tomatoes фильм получил рейтинг 27 %,, на Metacritic 43 балла из 100.

## Сборы
Фильм демонстрировался в 260 кинотеатрах в течение 8 недель. За первый уик-энд картина выручила $180 271. В США фильм собрал $1 530 535, в мире — $5 822 583.